# Vipera walser
Vipera ursinii — вид змій родини гадюкових (Viperidae).

## Етимологія
Назва виду походить від вальзерців — носіїв вальзерського діалекту німецької мови у Швейцарії, Ліхтенштейні та на півночі Італії.

## Опис
Морфологічно вид майже ідентичний до гадюки звичайної (Vipera berus). Його можна розпізнати лише за розташуванням черепних пластин та генетичним аналізом.

## Поширення
Ендемік Італії. Відомо лише дві популяції в італійських Західних Альпах на північ від міста Б'єлла в області П'ємонт.